# Lycoris radiata
Espèce
Synonymes
- Amaryllis radiata L'Hér.[2]
- Lycoris radiata f. bicolor N.Yonez.[2]
- Lycoris radiata var. kazukoana N.Yonez.[2]
- Lycoris terracianii Dammann[2]
- Nerine japonica Miq.[2]
- Nerine radiata (L'Hér.) Sweet[2]
- Orexis radiata (L'Hér.) Salisb.[2]

Lycoris radiata, le Lycoris rouge, Lis araignée rouge, Amaryllis du Japon, Higanbana (彼岸花) ou « Fleur aux 600 noms », est une espèce de plantes à fleurs de la famille des Amaryllidaceae et de la sous famille des Amaryllidoideae. Higanbana (彼岸花) signifie en japonais « la fleur de l’Équinoxe ».
Lycoris radiata est une plante bulbeuse originaire de Chine, de Corée et du Népal où elle pousse sous sa forme originale. Elle a été introduite au Japon sous sa forme triploïde où elle est devenue populaire. Elle est peu répandue dans le reste du monde.
La fleur de higanbana pousse le long des routes, des rizières et des cours d’eau.

## Description de la plante
Lycoris radiata est une plante vivace au feuillage caduque. Elle mesure 40 à 50 cm de hauteur.
Elle est constituée d’un bulbe ellipsoïde toxique, d’un pistil, de longues étamines rouges, de 3 à 10 fleurs en ombrelles composées de 6 pétales longs et ondulés qui se recourbent vers l’arrière.
La fleur du Lycoris rouge est rouge vif au moment de l’éclosion et tend vers un rose saumon durant les semaines de floraison qui suivent. 

## Plantation

### Cycle
La floraison de la fleur de higanbana a lieu en septembre et dure deux à trois semaines. Ce sont les longues tiges florales qui se déploient en premier et produisent les fleurs qui apparaissent à l’automne. Lorsque ces dernières disparaissent, les feuilles sortent. Elles meurent à la fin du printemps puis le bulbe est en sommeil tout l’été. À ce moment, la plante se reproduit.

### Reproduction

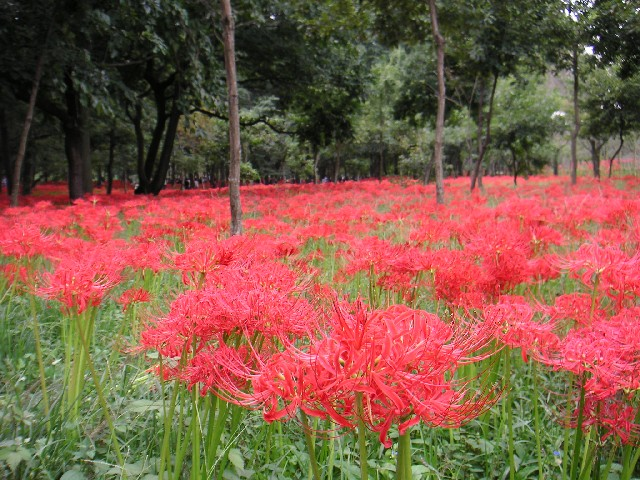
Champs de Lycoris radiata.

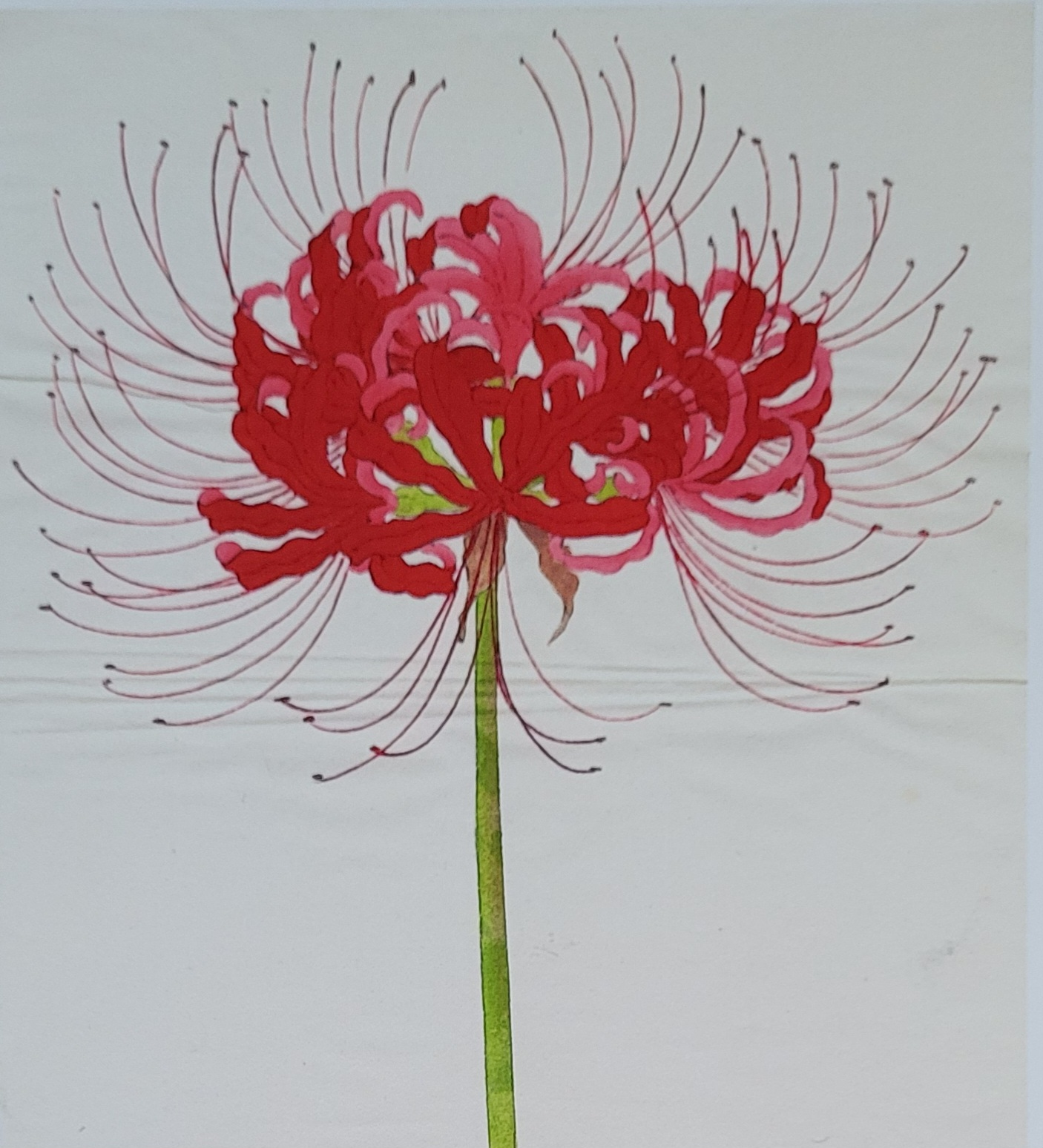
Aquarelle en provenance du Japon

Le Lycoris rouge est stérile. Il se reproduit donc uniquement par multiplication végétative. Il s’agit d’une production de bulbilles, non de graines, en périphérie du bulbe-mère qui donne une propagation en décalage. Cela se déroule durant l’été tous les cinq à six ans.

### Culture
Il faut planter Lycoris radiata en été ou au début de l’automne.
Pour que la plante s’épanouisse, il lui faut un climat aux hivers doux car elle a une faible résistance aux gelées. Ainsi, elle est plutôt adaptée au climat méditerranéen. Les sols doivent être riches en matières organiques et bien drainés avec une humidité modérée. Il est nécessaire au Lycoris rouge d’avoir, au minimum, six heures de lumière directe.
Elle pousse souvent après de forte pluies et cela lui a valu le nom de « lys ouragan ».

## Utilisation
Elle est parfois surnommée « fleur des morts » ou « fleur de l’au-delà » en raison de son importante présence à proximité des cimetières. Les Japonais l’utilisent pour fleurir les tombeaux.
De plus, elle est plantée devant les maisons car son bulbe toxique repousse certains animaux indésirés comme les rats et souris.

## Légendes
Lycoris radiata dans son rôle de « fleur de l’au-delà » pousse en abondance, d’après la légende, le long du chemin menant aux enfers guidant les défunts à la réincarnation. Elle est associée à la mort. Ainsi, il ne faudrait pas en offrir en bouquet car cela signifierait une fin définitive.
Selon le shintoïsme, Amaterasu, la déesse du soleil, a maudit cette fleur. Elle avait confié à deux elfes, Manjû et Saka, la surveillance, pour l'un des feuilles, pour l'autre des fleurs, de la plante. Mais ils ont défié leur destin, se sont rencontrés, sont tombés amoureux et ont abandonné leur tâche. Pour les punir et les empêcher de se revoir, Amaterasu a fait en sorte que les feuilles fanent lorsque les fleurs poussent et inversement.